# 瓦列里·亚历山德罗维奇·波多罗加

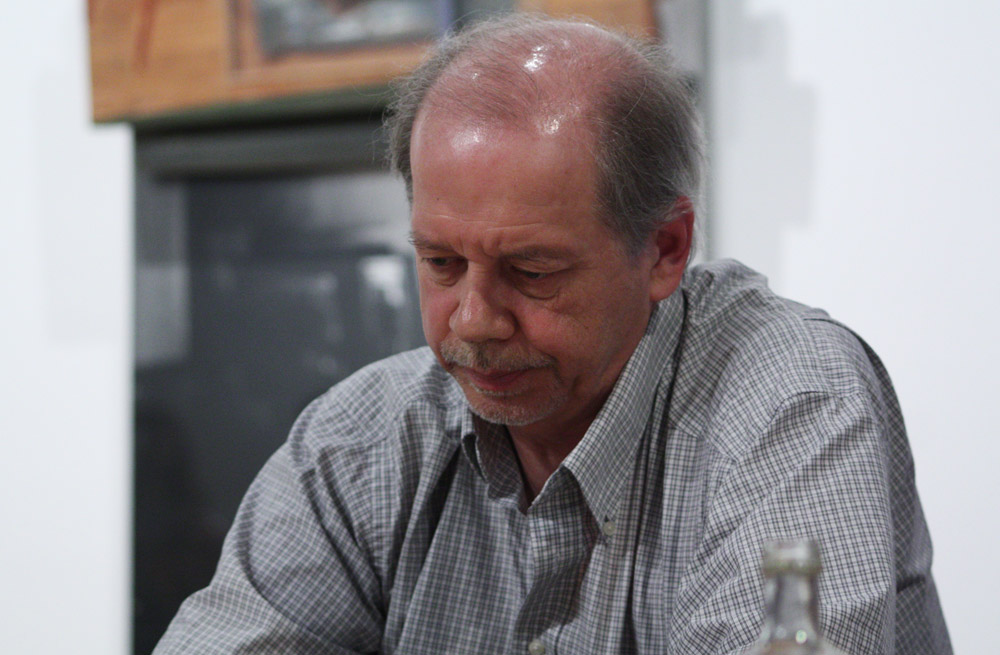
瓦列里·亚历山德罗维奇·波多罗加

瓦列里·亚历山德罗维奇·波多罗加（俄语：Валерий Александрович Подорога，1946年9月15日—2020年8月9日），俄罗斯后现代主义哲学家。分析人类学派创始人。俄罗斯科学院哲学研究所资深研究员。俄罗斯国立人文大学教授。

## 生平
1970年毕业于莫斯科国立大学哲学系，后在苏联科学院哲学研究所深造，1974年以对狄奧多·阿多諾的批判性研究获副博士学位。在攻读博士学位期间，受梅拉布·马马尔达什维利的影响，转而探索哲学探究的新形式。长期在苏联科学院哲学研究所从事研究工作。1992年获全博士学位。1994年至1995年，担任美国康奈尔大学和杜克大学客座教授。2001年获俄罗斯安德烈·别雷奖人文科学奖。
他对政治人类学、西方哲学史、艺术史和精神分析等领域都有涉猎。主要贡献是提出“分析人类学”。与吉列诺克为代表的复古先锋派人类学、霍鲁日的协同人类学并列为俄罗斯哲学人类学三大流派。出版有《景观的形而上学》《人体现象学》《分析人类学入门》等专著。
2020年8月9日逝世。